# Harald zur Hausen
Harald zur Hausen (ur. 11 marca 1936 w Gelsenkirchen, zm. 28 maja 2023 w Heidelbergu) – niemiecki lekarz, laureat Nagrody Nobla.
Studiował medycynę na Uniwersytecie w Bonn, Uniwersytecie w Hamburgu i Uniwersytecie w Düsseldorfie. Na tym ostatnim uzyskał w 1960 roku tytuł doktora nauk medycznych. Po studiach pracował przez kilka lat na uniwersytecie w Düsseldorfie. Kolejnym etapem jego kariery naukowej był pobyt na Uniwersytecie Pensylwanii w USA. W roku 1969 zur Hausen habilitował się na uniwersytecie w Würzburgu, gdzie prowadził badania w Instytucie Wirusologii. W roku 1972 objął nowo utworzoną katedrę wirusologii klinicznej na uniwersytecie Erlangen-Norymberga, a w 1977 katedrę wirusologii i higieny na uniwersytecie we Fryburgu Bryzgowijskim. W latach 1983–2003 pełnił funkcję prezesa kuratorium Niemieckiego Centrum Badań nad Rakiem w Heidelbergu. Od 1991 był członkiem zagranicznym Polskiej Akademii Nauk.
Jego badania dotyczyły etiologii raka szyjki macicy. Zur Hausen wykazał, że wywołuje go wirus brodawczaka ludzkiego. Dzięki temu możliwe stało się opracowanie szczepionki obniżającej ryzyko zachorowania na ten nowotwór, jeden z najczęstszych nowotworów złośliwych u kobiet. Za to odkrycie w 2008 roku uhonorowano go Nagrodą Nobla w dziedzinie fizjologii i medycyny.

## Nagrody i wyróżnienia
- 1975 – Nagroda im. Roberta Kocha
- 1986 – Nagroda im. Charlesa S. Motta
- 2000 – Medal Virchowa na Uniwersytecie w Würzburgu
- 2008 – laureat Międzynarodowej Nagrody Fundacji Gairdner (Gairdner Foundation International Award)
- 2008 – Nagroda Nobla w dziedzinie fizjologii i medycyny

Od 1991 r. członek zagraniczny Wydziału VI Nauk Medycznych Polskiej Akademii Nauk.
W 1994 nadano mu tytuł doktora honoris causa Uniwersytetu Karola w Pradze.